# ميخائيل ماغيري
ميخائيل ماغيري (بالإنجليزية: Michael Maguire)‏ هو لاعب كرة القدم الأيرلندية، ولد في 1965 في أيرلندا.